# فرناندا اورجولا
فرناندا لورتو اورجولا آرویو (به انگلیسی: Fernanda Urrejola) (زاده ۲۴ سپتامبر ۱۹۸۱) بازیگر تلویزیون، تئاتر و سینما اهل شیلی است.
او کار بازیگری خود را در تله‌نوولای جوان ۱۶ آغاز کرد. اولین حضور فرناندا اورجولا در فیلم Perjudícame Cariño بود.
او دوجنسه است.